# Els Morató
Els Morató o Moretó són una nissaga d'escultors i arquitectes catalans originaris de Vic que van desenvolupar la seva obra durant els segles xvii, xviii i la primera part del xix. Constitueixen una de les nissagues d'artistes catalans més importants de l'edat moderna.
La nissaga arrenca del segle xvi amb Arnau Maraut, francès procedent del Bearn que s'estableix a Vic sense que se'n coneguin les causes que el van portar a travessar els Pirineus ni la seva dedicació. Únicament es coneix que va tenir un fill, Bertran, que apareix documentat com a pagès i traginer i amb el cognom ja catalanitzat com a Morató. Amb els, pel cap baix, dos fills de Bertran Morató (Josep i Isidre) arrenca la nissaga d'artistes

## Les dues primeres generacions

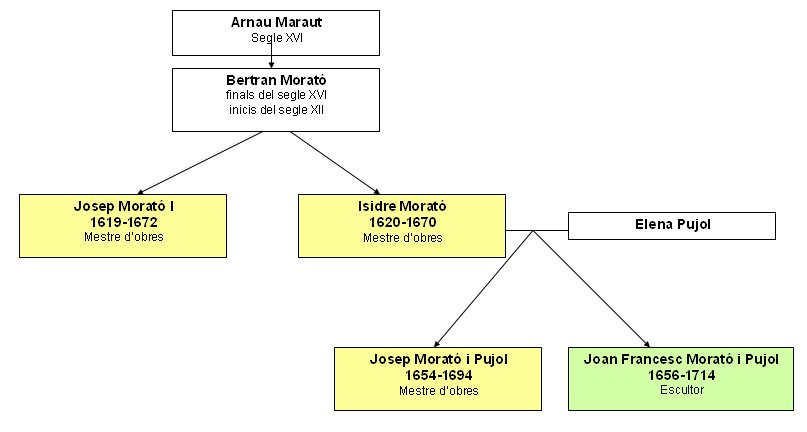
Les primeres generacions de la nissaga

### Josep Morató I (o el Vell)
Josep Morató (Vic ~1619-1672) va ser mestre d'obra, ofici que en aquella època designava el que avui en diríem arquitecte doncs els mestres d'obra eren els encarregats de dissenyar els edificis i dirigir-ne la construcció. En morir sense descendència, els seus nebots van continuar la tradició.

#### Obres
- A l'entorn de l'any 1646 li va ser encarregada pel vigatà Domingo Osona la construcció de l'església de Santa Teresa o església del convent de monges carmelitanes descalces, a la ciutat de Vic. Hi ha constància documental que Josep Moretó en va dirigir part de la construcció.
- L'any 1663 va ser nomenat mestre major de la catedral de Vic.
- L'any 1664 va començar les obres de l'església de la Pietat de la qual va projectar la façana.
- Del 1668 fins a l'any de la seva mort va dirigir la construcció del Santuari del Miracle, a Riner (Solsonès)

### Isidre Morató
Isidre Morató (Vic ~1620-1670), germà del citat Josep Morató, també va fer d'arquitecte. D'ell no se'n sap gran cosa a banda que es va casar amb Elena Pujol i que pels volts de 1654 treballava amb el seu germà Josep en la construcció de la façana de l'església de la Pietat.

### Josep Morató i Pujol
Josep Morató i Pujol (Vic 1654 - 1694), fill d'Isidre Moretó i d'Elena Pujol va ser també mestre d'obres del qual es coneix que autor (1673) de la capella de Sant Bernat Calvó i de l'església de la Pietat de Vic. Se sap també que del 1673 al 1680 va treballar al palau episcopal.

### Joan Francesc Morató i Pujol
Joan Francesc Moretó i Pujol (Vic 1656 — 1714) va ser un imaginaire i tallista germà de Josep Moretó i Pujol. Als 22 anys treballava d'escultor a Manresa, on probablement havia fet el seu aprenentatge. El 1686 va esculpir un Crist per a la catedral de Vic i part de les escultures de la façana de l'església de la Pietat. El 1706 va contractar per 80 lliures l'altar major de la capella de Santa Susanna, a Cornet (Bages)

## La tercera generació

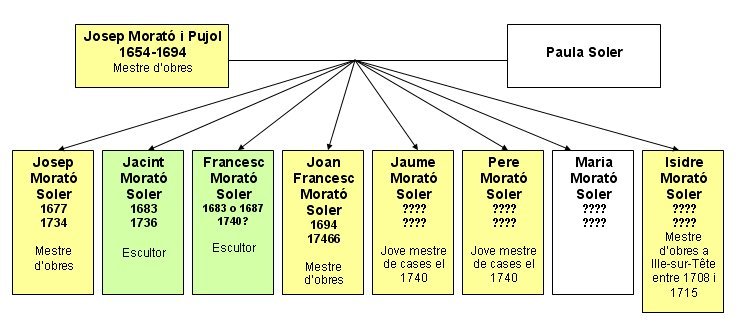
La tercera generació de la nissaga

### Josep Morató i Soler
Josep Morató i Soler (Vic 1677 — 1734), fill de Josep Morató i Pujol, va seguir els passos del seu pare i també va ser mestre d'obra.

#### Obres
- Autor (1717-20 de la capella dels terciaris franciscans, a Vic.
- Projecta l'església parroquial de Sant Pere de Torelló
- Projecta l'església parroquial de Gombrèn on hi va treballar juntament amb el seu germà Jacint fins al 1734.
- Projecta l'església de Sant Miquel, a Rupit.
- Projecta el campanar de l'església parroquial de Moià.
- Construeix l'església dels Dolors, a Vic.
- Dissenya el cambril de la capella del Santíssim Misteri, al monestir de Sant Joan de les Abadesses.
- Va ser nomenat mestre d'obra de la Catedral de Vic.
- Va dirigir les obres de l'Hospìtal de Vic

### Jacint Morató i Soler
Jacint Morató i Soler (Vic 1683 — Solsona 1736), fill de Josep Morató i Pujol, també va assolir el grau de mestre d'obra però gradualment va anar-se especialitzant en la feina de la talla escultòrica, en la qual va assolir un al nivell de qualitat que li va proporcionar un ampli reconeixement a tot el Principat. Aquest reconeixement es va traduir en encàrrecs escultòrics en terres gironines, barcelonines i, fins i tot, del Rosselló. En rebre l'encàrrec del retaule de la capella de la Mare de Déu del Claustre de la catedral de Solsona, a causa de la monumentalitat del conjunt, va establir-se a aquesta ciutat.

#### Obres
- El 1704 projecta i realitza, conjuntament amb Josep Sunyer, el retaule de l'altar major de l'església de Santa Maria d'Igualada.
- També conjuntament amb Josep Sunyer, l'altar major de l'església de Santa Clara de Vic, que el 1723 es posa com a model del retaule de l'altar major de l'església de Cadaqués, realitzat per Joan Torras i Pau Costa.
- La seva obra cabdal, però, és el parament de la citada capella de la Mare de Déu del Claustre Que va ser destruït per les tropes napoleòniques el setembre de 1810.

## La branca Morató-Sellés de la 4a generació

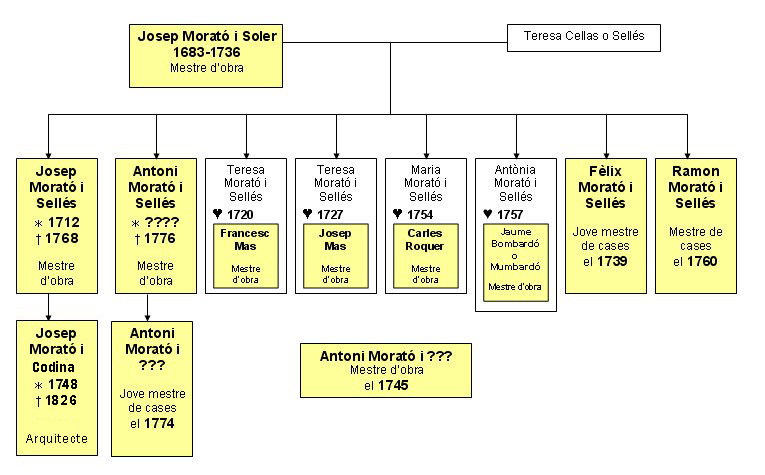
La branca Morató-Sellés de la quarta generació de la nissaga

## La branca Morató-Brugueroles de la 4a generació

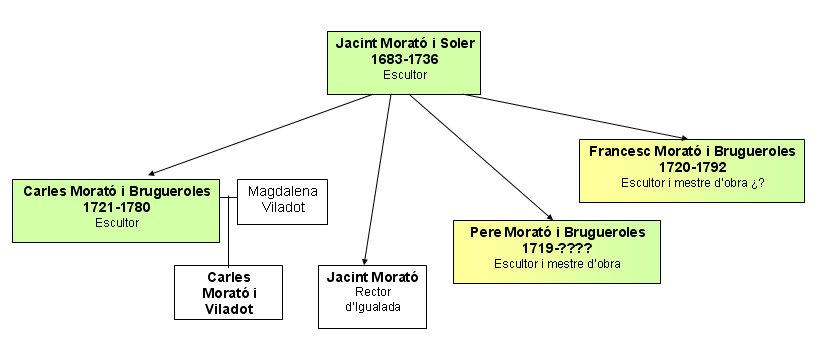
La branca Morató-Brugueroles de la quarta generació de la nissaga